# Financiación
La financiación, o  financiamiento, es el acto de dotar de dinero y de crédito a una empresa, organización o individuo, es decir, es la contribución de dinero que se requiere para comenzar o concretar un proyecto, negocio o actividad. Generalmente las maneras más comunes de obtener la financiación son a través de préstamos o de créditos.

### Según su plazo de vencimiento
- Financiación a corto plazo: Es aquella cuyo vencimiento o el plazo de devolución es inferior a un año. Algunos ejemplos son el crédito bancario, la línea de descuento, financiación espontánea, etc.
- Financiación a largo plazo: Es aquella cuyo vencimiento (el plazo de devolución) es superior a un año, o no existe obligación de devolución, por ejemplo cuando la financiación se llevó a cabo a partir de fondos propios o de algún amigo, pariente que no lo solicita. (fondos propios). Algunos ejemplos son las ampliaciones de capital, autofinanciación, fondos de amortización, préstamos bancarios, emisión de obligaciones, etc...

### Según su procedencia
- Financiación interna: se logra a partir de los propios medios económicos que dispone la empresa, es decir, de los fondos que la empresa produce a través de su actividad (beneficios reinvertidos en la propia empresa).: reservas, amortizaciones, etc
- Financiación externa: procederá de inversionistas que no forman parte de la empresa. Como por ejemplo: financiación bancaria, emisión de obligaciones, ampliaciones de capital, etc.

### Según los propietarios
- Medios de financiación ajenos: créditos, emisión de obligaciones, etc. Forman parte del pasivo exigible, porque en algún momento deben devolverse (tienen vencimiento).
- Medios de financiación propia: no tienen vencimiento a corto plazo.